# Funningsfjørður
Funningsfjørður [ˈfʊnːɪŋgsˌfjøːɹʊɹ], és una localitat situada a l'illa d'Eysturoy, a les illes Fèroe. Forma part del municipi de Runavík. L'1 de gener del 2021 tenia 70 habitants.
La localitat està situada al fons del fiord de Funningsfjørður, al final d'una vall que forma el riu Fjarðará. Just a l'est del poble hi ha la muntanya de Múlatindur, de 786 metres d'alçada; és la cinquena muntanya més alta de l'illa.
Funningsfjørður va ser fundat el 1812. Del 1902 al 1913 hi va operar una estació balenera. Encara hi havia alguna resta de l'estació balenera el 2018, quan les darreres parts substancials (una caldera) es van retirar del lloc en el marc d'un esdeveniment internacional de neteja ambiental. La darrera neteja va anar a càrrec de Rudda Føroyar (Netegem les Fèroe), una associació feroesa mediambiental.
L'any 1976 es va inaugurar el Norðskálatunnilin, el túnel de 2520 metres que connecta la part oriental d'Eysturoy i Norðoyar (les illes mes orientals i tradicionalment més aïllades) amb la resta de l'arxipèlag. L'entrada d'aquest túnel es troba a pocs quilòmetres al sud de Funningsfjørður.

## Enllaços externs

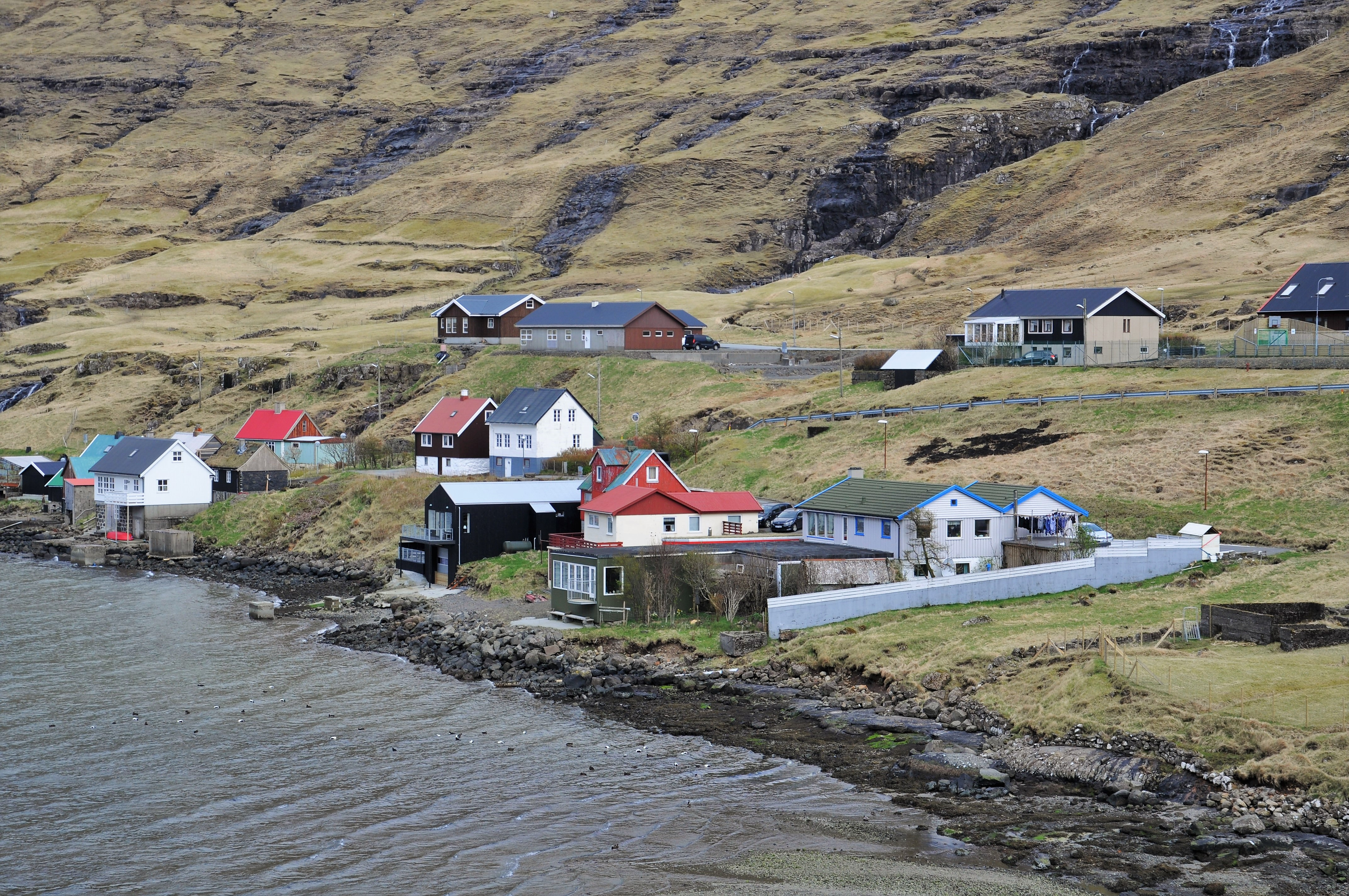
Funningsfjørður
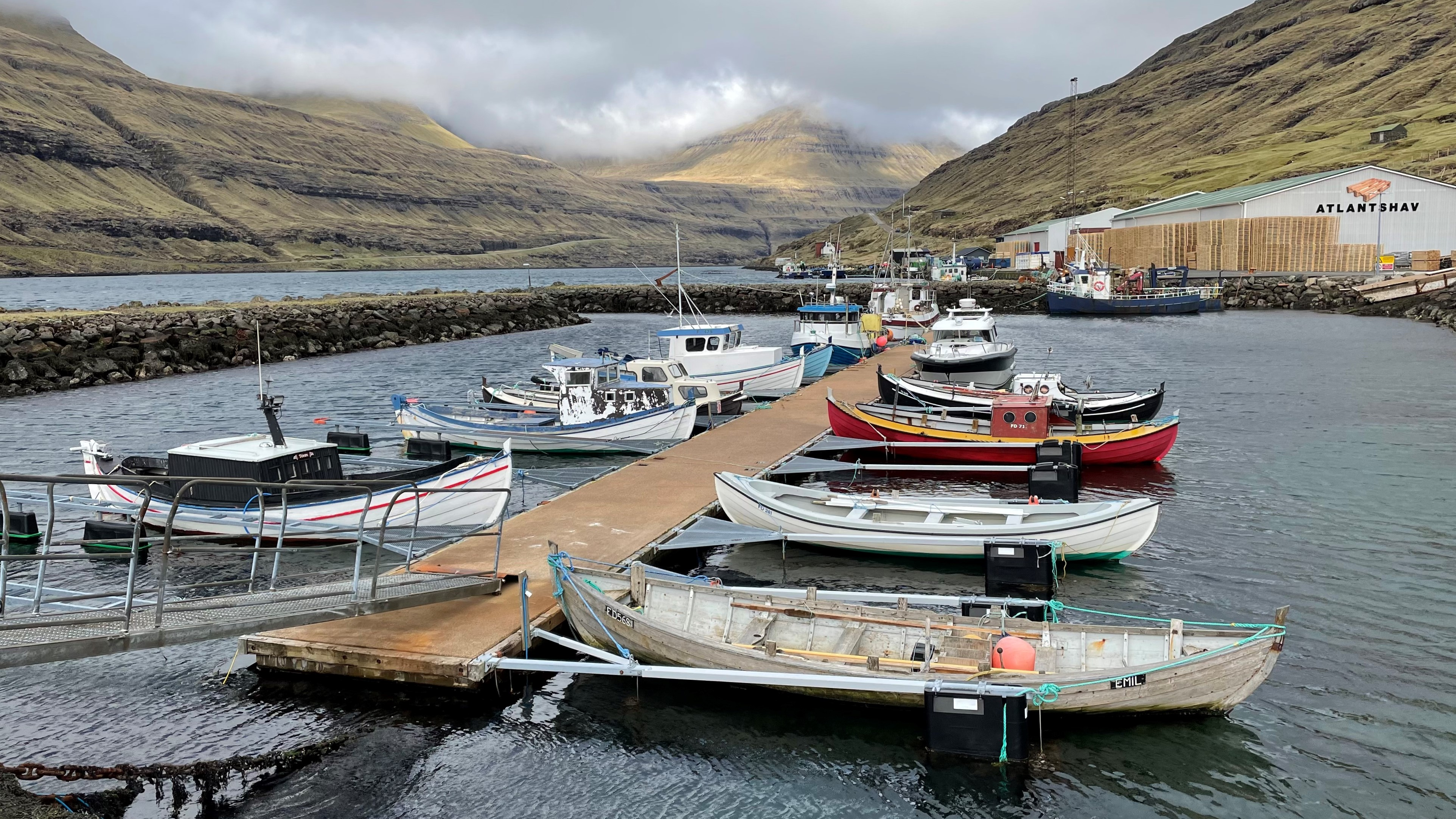
El port
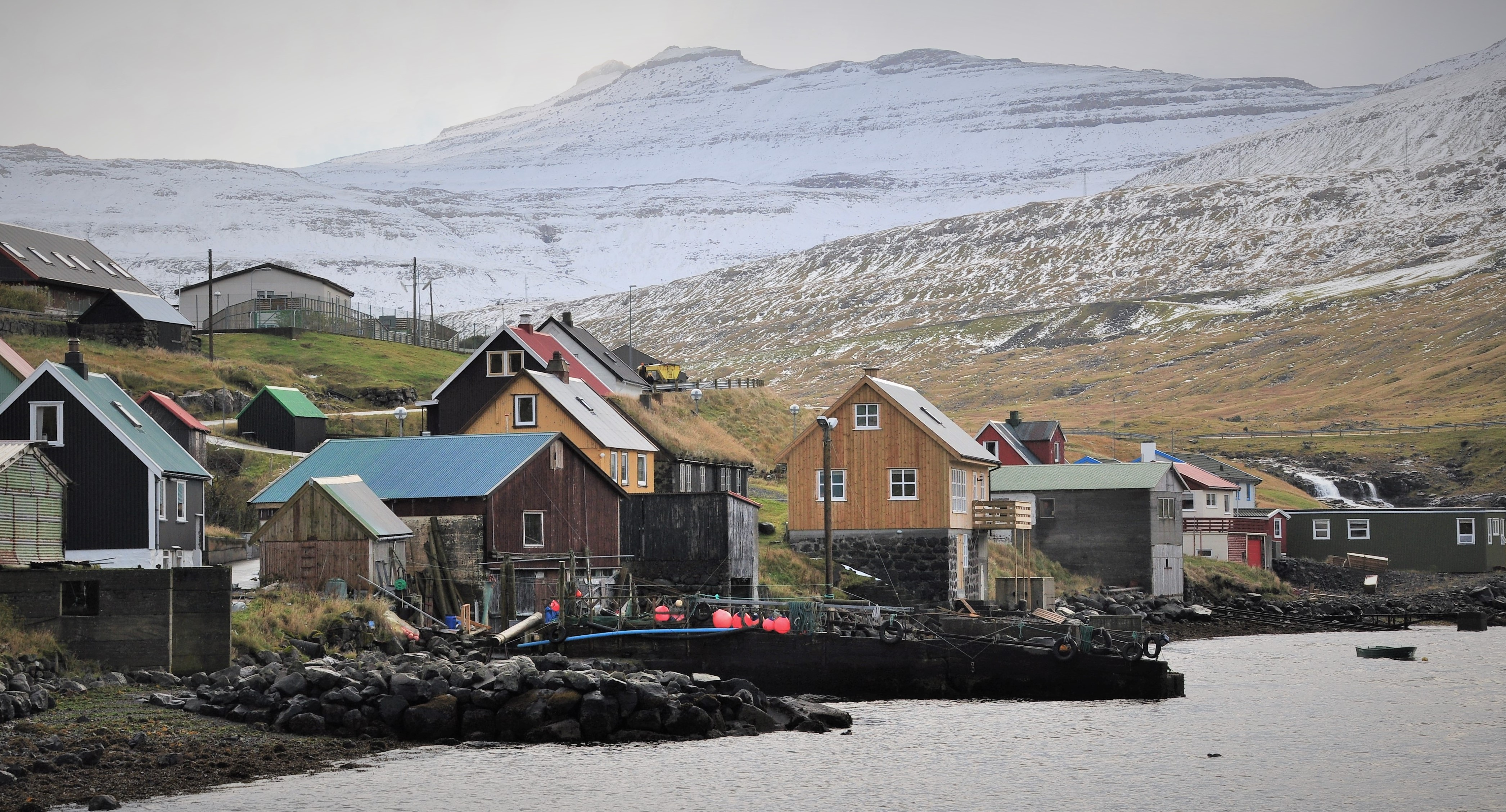
Cases a primera línia de mar a l'octubre